# Grote tafeleend
De grote tafeleend (Aythya valisineria), in het Nederlands ook vaak canvasback genoemd, is de grote neef van de Europese tafeleend.

## Verspreiding en leefwijze
Ze broeden in de moerassen van Noord-Amerika in een nest van plantendelen. Grote tafeleenden zijn niet hun leven lang bij elkaar maar zoeken elke winter nieuwe partners.

## Kenmerken
Het opvallende gekleurde mannetje heeft een rode kop, nek en ogen, een zwarte borst en een grijs-witte rug en zijkanten. Met de witte buik en zwarte staart is het mannetje erg opvallend. Het vrouwtje is wat minder opvallend gekleurd: bruine ogen en witachtige rug en zijkanten, bruin hoofd en nek en een witte buik. Met een lengte van 48 tot 60 centimeter is het een grote eend.

## Status
De grootte van de populatie is in 2020 geschat op 690 duizend volwassen vogels. Op de Rode lijst van de IUCN heeft deze soort de status niet bedreigd.

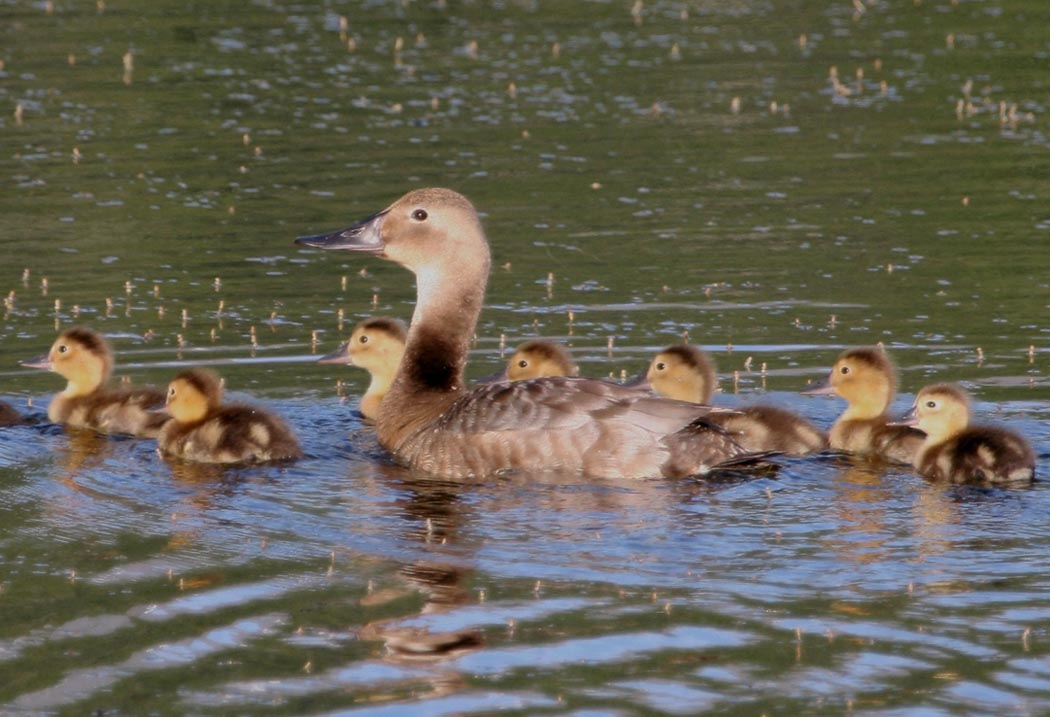